# Kazimierz Wlazło
Kazimierz Wlazło (ur. 15 grudnia 1958 w Radomiu) – polski prawnik, radca prawny, były prezydent Radomia, ostatni wojewoda radomski.
W 1981 ukończył studia na Wydziale Prawa i Administracji Uniwersytetu Warszawskiego. Pracował w Stowarzyszeniu „Pax” i jako referent prawny w PSS Społem. W latach 1986–1989 odbył aplikację radcowską w Okręgowej Komisji Arbitrażowej w Kielcach, zakończoną uzyskaniem uprawnień radcy prawnego.
W latach 1991–1992 był asystentem wojewody radomskiego. Od 1992 pełnił funkcję wiceprezydenta Radomia. W 1994 został wybrany przez radę na urząd prezydenta tego miasta. Od 1997 do 1998 z ramienia AWS zajmował stanowisko wojewody radomskiego. W 1999 został doradcą wojewody mazowieckiego, w latach 1999–2001 pełnił funkcję doradcy ministra spraw wewnętrznych i administracji.
W latach 1996–1999 był prezesem zarządu Wojskowego KS Czarni Radom. Zajął się prowadzeniem własnej kancelarii radcowskiej.
W 2014 odznaczony Krzyżem Kawalerskim Orderu Odrodzenia Polski.